# عمر الدغيس
عمر الدغيس (ولد في 28 نوفمبر 1969) مواطن ليبي مقيم مع أسرته في المملكة المتحدة منذ الطفولة. اُعتقل في باكستان في عام 2002. وتم احتجازه من قِبَل الولايات المتحدة في معتقل غوانتانامو في  كوبا في الفترة من عام 2002 حتى 18 ديسمبر 2007. أطلق سراحه دون توجيه أي اتهامات، وعاد إلى بريطانيا حيث يقيم. كان رقم الاعتقال التسلسلي الخاص به هو 727. يقول عمر أنه أصبح أعمى بشكل دائم في عين واحدة، بسبب قيام أحد الحراس في غوانتانامو بوضع أصابعه في عينيه.
كان والده أحد أبرز الناشطين الليبين البارزين، اعتقله معمر القذافي وأمر بإعدامه. أخذته أمه وإخوته وانتقلوا إلى العيش في المملكة المتحدة، وأعطت لهم المملكة المتحدة حق اللجوء، وكانوا يسكنون في برايتون. درس عمر القانون في جامعة ولفرهامبتون ثم في جامعة هدرسفيلد.
في أغسطس 2007، طالبت الحكومة البريطانية تحت رئاسة غوردون براون بإطلاق سراحه. وصدر قرار إطلاق السراح في 18 ديسمبر 2007 وعاد إلى بريطانيا.

## نشأته
ولد عمر دغايس في طرابلس في ليبيا عام 1969. كان والده محاميا بارزا في ليبيا، ولكنه كان معارضًا لنظام معمر القذافي، اعتقله معمر القذافي وأمر بإعدامه في 1980. طلبت والدته اللجوء إلى بريطانيا في عام 1987. نشأ عمر في جو علماني، ودرس في جامعة ولفرهامبتون ثم في هدرسفيلد، وبدأ حينها باستكشاف الإسلام. وحصل على الجنسية البريطانية هو وأسرته.
أصبح عمر محاميًا، وبدأ العمل في أفغانستان مع المنظمات غير الحكومية في التعليم والتنمية الريفية.

## عائلته
بعد أن عاش في أفغانستان لبعض الوقت، تزوج امرأة أفغانية وأنجب طفلًا. ولكن طلقها بعد دخوله المعتقل وفترة سجنه الطويلة. وبعد إطلاق سراحه وعودته إلى بريطانيا في ديسمبر 2007 تزوج مرة ثانية.
الدغيس لديه ثلاثة أبناء، جميعهم ذهبوا للقتال في سوريا في بداية الحرب تحت لواء «جبهة النصرة»، وهم: عامر الدغيس (20) عبد الله (18) وجعفر (16). قتل عبد الله في عام 2014، وقتل جعفر بعد ذلك بستة أشهر.

## اعتقاله

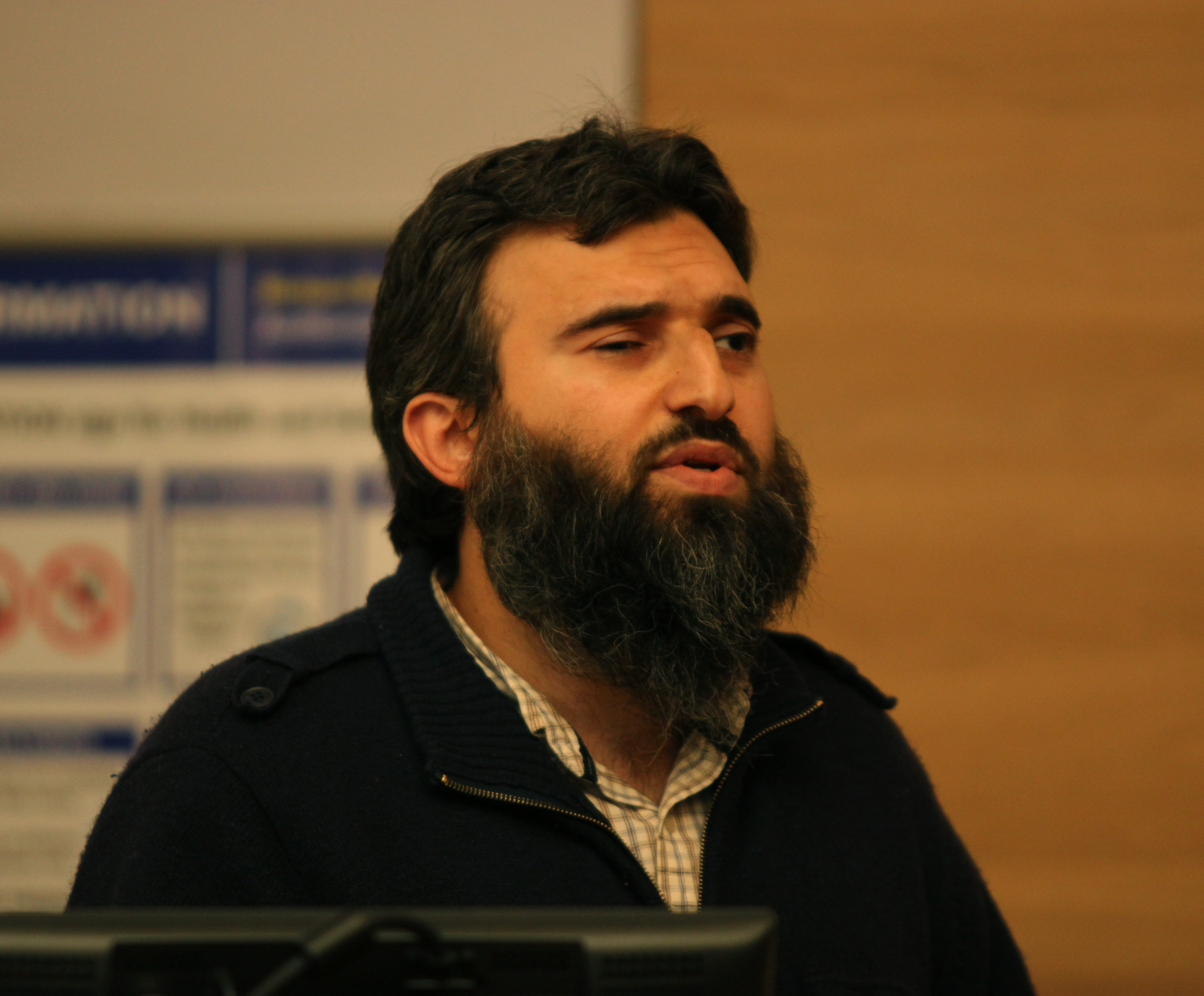
عمر ديغايس في 2012

كان عمر يهيض في أفغانستان، وبعد الغزو الأمريكي لأفغانستان في خريف عام 2001، انتقل هو وأسرته مؤقتًا إلى باكستان من أجل سلامة زوجته وطفله. تم القبض عليه مع أسرته في باكستان. وقاموا بإرساله إلى القوات الأمريكية في قاعدة باغرام، حيث كان من أسباب اعتقاله هو أنه من أصل عربي ويعيش في أفغانستان. وتم الإفراج عنه زوجته وطفله لاحقا.
انتقل في 2002 إلى معتقل غوانتانامو، في عام 2005 أُصيب بالعمى في عينه اليمنى بسبب أن أحد الحراس فقع عينه، وقيل أنه رش رذاذ الفلفل مباشرة في عينيه. نفت وزارة الدفاع الأمريكية الاعتداء عليه. وكررت الاتهامات المتكررة ضده مثل أنه منتمي لتنظيم القاعدة.
وفي 10 أغسطس 2007، نشرت أسرته لائحه بالانتهاكات التي شاهدها عمر في المعتقل، نشرتها العديد من وسائل الإعلام. ومن هذه الانتهاكات التي ذكرتها أسرته:
- أنه شاهد تعذيب المعتقلين من خلال الإيهام بالغرق.
- أنه شاهد أحد الحراس يرمي القرآن في المرحاض.
- أنه شاهد معتقلا مغربيا/إيطاليا يُدعى عبد الملك يُضرب حتى الموت.
- أنه شاهد معتقلا آخرا يتعرض للضرب حتى سال دمه في جميع أنحاء الغرفة؛ مما أصاب هذا المعتقل بتلف دائم في الدماغ.
- أنه أصبح أعمى بشكل دائم بسبب وضع أحد الحراس إصبعه في عينه.
- كان يوضع البراز على وجهه.
- أن العديد من المعتقلين عانوا من اعتداء جنسي مؤلم.
- تعرض للتعذيب بالصدمات الكهربائية.
- تُرك عاريًا في البرد القارص مع إلقاء الماء البارد عليه.
- ظل جائعًا لمدة خمسة وأربعين يومًا.
- تلقى تهديدات متكررة بالقتل.

## الإضراب عن الطعام
في سبتمبر 2005، كان عمر من بين المضربين عن الطعام، احتجاجًا على ضرب المعتقل هشام سليتي.

ووفقًا لمقال كتبه محاميه كلايف ستافورد سميث، أن عمر قال عند إضرابه عن الطعام:
| عمر الدغيس | «إننا نموت ببطء في هذا السجن الانفرادي، لا حقوق ولا أمل. فلماذا لا نموت من أجل المبدأ؟» | عمر الدغيس |

## إطلاق السراح
في 7 أغسطس 2007 طالبت حكومة المملكة المتحدة بالإفراج عن عمر دغايس وأربعة آخرين من المعتقلين المقيمين في بريطانيا قبل اعتقالهم. وذلك بعد ضغط الرأي العام على الحكومة، وحذرت الحكومة من الجمهور من أن المفاوضات قد تستغرق أشهر.
وفي 18 ديسمبر 2007 أطلق سراحه من معتقل غوانتانامو ونقل جوًا إلى المملكة المتحدة.

## في وسائل الإعلام
- خارج القانون: قصص من غوانتانامو (2009)، فيلم وثائقي يعرض مقابلات مع عمر دغايس.[21]
- نشرت صحيفة الغارديان في 21 يناير 2010. حوار صحفي معه يستعرض كامل تجربة اعتقاله.[22]

## وصلات خارجية
- عمر دغايس - معتقل غوانتانامو، ويكيليكس
- بريطاني أصبح أعمى في غوانتانامو، تقرير أعدته جمعية القانون في نقابة الصحافة، 17 فبراير 2005
- وراء الأسلاك الشائكة في «غوانتانامو», «نيوزداي»في 3 أكتوبر 2005
- صيانة CS1: BOT: original-url status unknown (link) عمر ديغايس يتحدث إلى بانوراما بي بي سي، 13 يوليو 2009
- خارج القانون: قصص من غوانتانامو, وثائقي يضم مقابلات مكثفة مع عمر دغايس، 2009